# Na jastuku za dvoje
Na jastuku za dvoje är en låt framförd av den serbiska sångerskan Maja Tatić. Låten var Bosnien och Hercegovinas bidrag i Eurovision Song Contest 2002 i Tallinn i Estland. Låten är skriven av Dragan Mijatović och Ružica Čavić.
Bidraget framfördes i finalen den 25 maj och slutade där på trettonde plats med 33 poäng.